# (466925) 2015 YC9
(466925) 2015 YC9 es un asteroide perteneciente al cinturón de asteroides, descubierto el 10 de noviembre de 2009 por el equipo Spacewatch desde el Observatorio Nacional de Kitt Peak (Arizona, Estados Unidos).